# John Stuart Mill
John Stuart Mill (n. 20 mai 1806 – d. 8 mai 1873) a fost un filosof britanic al epocii victoriene, unul dintre cei mai influenți gânditori liberali ai secolului XIX, care a adus contribuții la dezvoltarea utilitarismului.

## Biografie

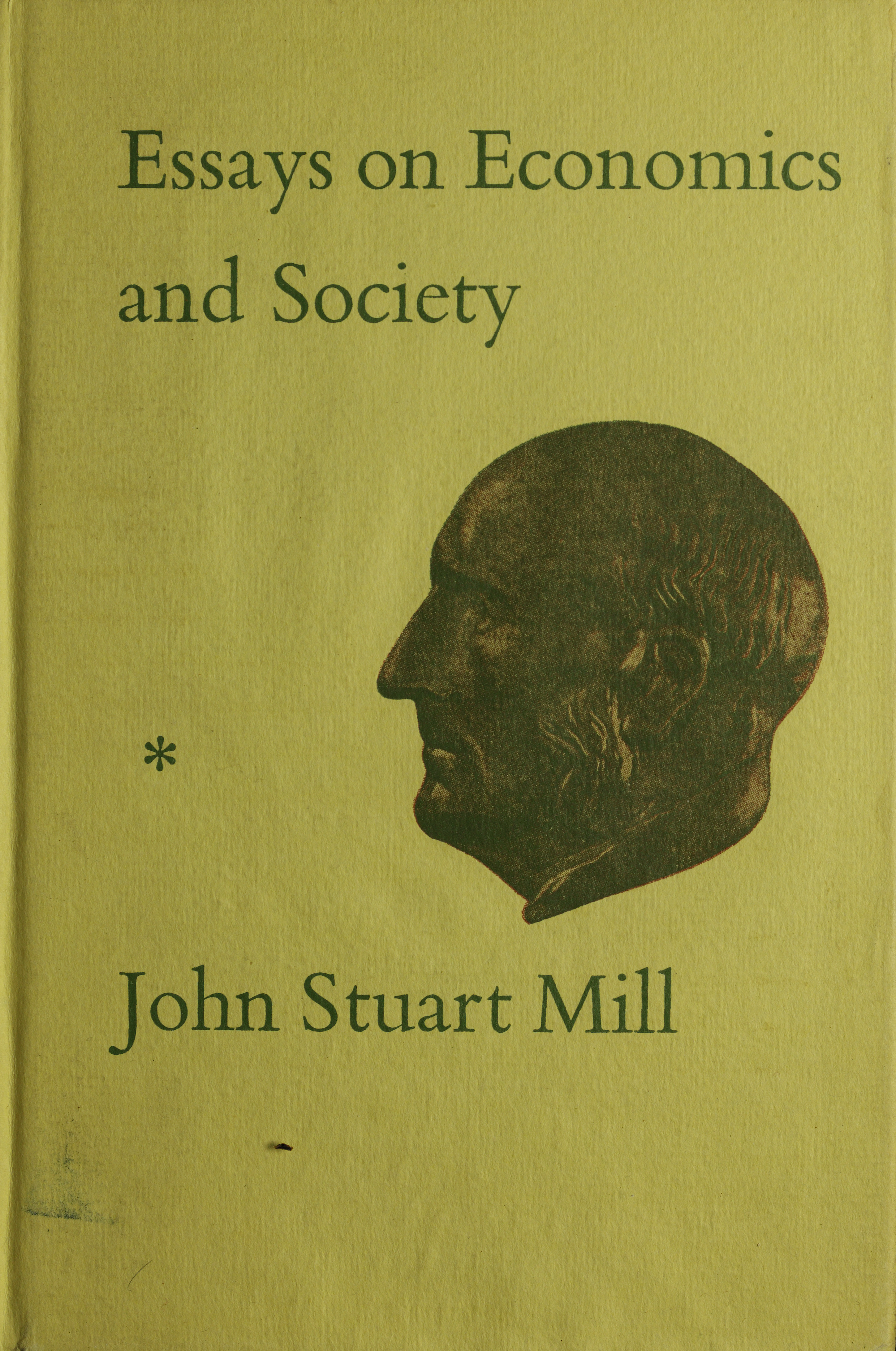
Essays on economics and society, 1967

Născut la Pentonville, Londra în 1806 este fiul economistului și filosofului scoțian James Mill și al Harrietei Mill. John Stuart a fost educat de tatăl său, cu sfaturile și ajutorul filosofului utilitarist Jeremy Bentham. A primit o educație riguroasă și, în mod deliberat, a fost crescut complet separat de alți copii; a început să învețe greaca la vârsta de trei ani, latina la șapte ani, logica la doisprezece și un curs de economie politică la treisprezece ani.
Prima publicație a sa o reprezintă două scrisori apărute într-un ziar în 1822. În 1823 a format Societatea Utilitaristă (care s-a destrămat în 1826) și a devenit funcționar la „East India Company”, compania unde lucra tatăl său.
Rezultatul educației primite de Mill a fost ambiguu: John a absorbit utilitarismul lui Bentham și al tatălui său, dar a trecut și printr-o criză profundă la vârsta adolescenței (declanșată în 1826). Acest eveniment l-a inițiat pe Mill în devenirea sa ca filosof, a lăsat la o parte ceea ce el numea "un adevarat sectarianism interior", și a început să se elibereze de tatăl său, de Bentham și de raționalismul secolului al XVIII-lea pe care ei îl reprezentau.
În 1831 a publicat o serie de articole în Examiner și l-a întâlnit pe Carlyle. În 1835 va fi responsabil de pierderea manuscrisului primului volum al lucrării lui Carlyle, "French Revolution". Va face, apoi, recenzia volumului I al cărții lui Alexis de Tocqueville, Democracy in America. S-a retras de la East India House în 1858, iar în 1859 a publicat Toughts on Parlamentary Reform, și Dissertations and Discussions, volumul I și II.
În 1851 se căsătorește cu Harriet Taylor, care s-a dovedit a fi un adevărat sprijin, inclusiv în ceea ce privește munca sa intelectuală.
În 1865 a publicat An Examination of Sir William Hamilton’s Philosophy, în același an fiind ales membru al Parlamentului (unde apără dreptul la vot și la emancipare al femeii) și, apoi, devenind Lord Rector la St. Andrew’s University. În același an a mai publicat The Subjection on Women și o nouă ediție a lui James Mill Analysis of the Phenomena of the Human Mind (1869). Post-mortem i-au fost publicate lucrarile: Autobiography, Nature, Utility of Religion (1873); Theism (1874) și Dissertations and Discussions, volumul IV (1875).
Mill a fost o personalitate multilaterală: a scris tratate de economie și logică, a dezvoltat filosofia utilitaristă și filonul tradiției empiriste engleze și a fost cel mai important dintre liberalii secolului al XIX-lea. A fost un admirator înfocat al scrierilor lui Auguste Comte, chiar înainte de a-l întâlni personal. A început prin a coresponda cu acesta pentru ca mai apoi, peste câțiva ani, să devină un reprezentant marcant al pozitivismul sociologic, afirmându-se ca un propagator al ideilor comtiste în Anglia, în confruntarea cu doctrina organicistă promovată de Herbert Spencer. Începând cu anul 1842, Mill introduce termenul de sociologie în circuitul sociologic din Anglia.
În logică, a dezvoltat o teorie a inducției și procedee de experimentare. În morală, John Stuart Mill a adaptat utilitarismul lui Jeremy Bentham într-un utilitarism care consideră fericirea ca scop final al moralei. În politică, a avut poziția unui liberal care nu cerea intervenția statului decât în beneficiul celor slabi și, în special, a femeii.

## Concepția despre libertate
Lucrarea „Despre libertate” este unul dintre textele de referință ale doctrinei liberale, reprezentând, în fond, un tratat despre libertate. Cartea explorează natura și limitele puterii care poate fi exercitată în mod legitim de către societate asupra individului. Mill dezvoltă un principiu fundamental conform căruia fiecare are dreptul de a acționa precum dorește, în condițiile în care faptele sale nu îi afectează pe ceilalți. Dacă respectivul act se răsfrânge exclusiv asupra celui care îl comite, societatea nu are nici un drept de a interveni, chiar dacă persoana își face rău. Sunt excluși din sfera acestei teorii cei care nu sunt totalmente capabili de a discerne (spre exemplu, copiii sau cei ce nu se află în deplinătatea facultăților mintale). Se poate remarca faptul că filosoful britanic nu consideră ofensa o faptă negativă întrucât este de părere că o acțiune nu poate fi restricționată pentru că încalcă o convenție morală a unei societăți.
Mill apără cu o convingere puternică libertatea de exprimare. Aceasta este o condiție necesară pentru progresul intelectual și social. Nu putem fi niciodată siguri, afirmă el, că o idee nespusă nu conține elemente utile. De asemenea, va fi susținut faptul că a asculta păreri false este ceva productiv din două motive. În primul rând, pentru că indivizii sunt mai dispuși să renunțe la opiniile eronate atunci când se află într-o dezbatere și, în al doilea rând, pentru că teoriile corecte vor fi continuu susținute și reafirmate, nefiind doar propoziții unanim acceptate ca fiind adevărate. Fiecare trebuie să înțeleagă de ce aderă la un anumit set de idei.
Constrângerea asupra unei persoane nu poate apărea din dorința de a-i impune concepții ale altora cu privire la modul de viață ori la conduită. Singura manieră prin care se poate încerca schimbarea unui individ este discuția de orice fel (fie ea mustrare, rugăminte sau implorare), întrucât „asupra lui însuși, (…) individul este suveran”.  În concluzie, Mill afirmă că societatea are mai multe de câștigat dacă respectă libertatea individuală. Atâta timp cât faptele unei persoane nu au consecințe negative asupra alteia, aceasta trebuie lăsată să trăiască după propriile reguli și nu după norme impuse din exterior.

## Principalele lucrări
- System of Logic: Ratiocinative and Inductive (Sistem de logică inductivă și deductivă) (1843).
- The Principles of Political Economy (Principii de economie politică) (1848).
- On Liberty (Despre libertate) (1859).
- Utilitarianism (Utilitarismul) (1861).
- Auguste Comte and Positivism (Auguste Comte și pozitivismul) (1865).